# 逆矩阵
逆矩陣（inverse matrix），又稱乘法反方陣、反矩陣。在线性代数中，給定一个n 階方陣{\displaystyle \mathbf {A} }，若存在一n 階方陣{\displaystyle \mathbf {B} }，使得{\displaystyle \mathbf {AB} =\mathbf {BA} =\mathbf {I} _{n}}，其中{\displaystyle \mathbf {I} _{n}}为n 階单位矩阵，則稱{\displaystyle \mathbf {A} }是可逆的，且{\displaystyle \mathbf {B} }是{\displaystyle \mathbf {A} }的逆矩陣，記作{\displaystyle \mathbf {A} ^{-1}}。
只有方陣（n×n 的矩陣）才可能有逆矩陣。若方阵{\displaystyle \mathbf {A} }的逆矩阵存在，则称{\displaystyle \mathbf {A} }为非奇异方阵或可逆方阵。
與行列式類似，逆矩陣一般用於求解线性方程组。

## 求法

### 伴随矩阵法
如果矩阵{\displaystyle A}可逆，则{\displaystyle A^{-1}={\frac {\mathrm {adj} (A)}{\det(A)}}={\frac {A^{*}}{|A|}}}其中{\displaystyle A^{*}=\mathrm {adj} (A)}是{\displaystyle A}的伴随矩阵，{\displaystyle |A|=\mathrm {det} (A)}是{\displaystyle A}的行列式。 
注意：{\displaystyle A^{*}}中元素的排列特点是{\displaystyle A^{*}}的第{\displaystyle k}列元素是{\displaystyle A}的第{\displaystyle k}行元素的代数餘子式。要求得{\displaystyle A^{*}}即为求解{\displaystyle A}的余因子矩阵的转置矩阵。

### 初等变换法
如果矩阵{\displaystyle A}和{\displaystyle B}互逆，则{\displaystyle AB=BA=I}。由条件{\displaystyle AB=BA}以及矩阵乘法的定义可知，矩阵{\displaystyle A}和{\displaystyle B}都是方阵。再由条件{\displaystyle AB=I}以及定理“两个矩阵的乘积的行列式等于这两个矩阵的行列式的乘积”可知，这两个矩阵的行列式都不为{\displaystyle 0}。也就是说，这两个矩阵的秩等于它们的级数（或称为阶，也就是说，A与B都是{\displaystyle n\times n}方阵，且{\displaystyle \mathrm {rank} (A)=\mathrm {rank} (B)=n}换而言之, {\textstyle A}与{\textstyle B}均为满秩矩阵）。换句话说，这两个矩阵可以只经由初等行变换，或者只经由初等列变换，变为单位矩阵。
因为对矩阵{\displaystyle A}施以初等行变换（初等列变换）就相当于在{\displaystyle A}的左边（右边）乘以相应的初等矩阵，所以我们可以同时对{\displaystyle A}和{\displaystyle I}施以相同的初等行变换（初等列变换）。这样，当矩阵{\displaystyle A}被变为{\displaystyle I}时，{\displaystyle I}就被变为{\displaystyle A}的逆阵{\displaystyle B}。

## 性质
1. {\displaystyle \left(A^{-1}\right)^{-1}=A}
2. {\displaystyle (\lambda A)^{-1}={\frac {1}{\lambda }}\times A^{-1}}
3. {\displaystyle (AB)^{-1}=B^{-1}A^{-1}}
4. {\displaystyle \left(A^{\mathrm {T} }\right)^{-1}=\left(A^{-1}\right)^{\mathrm {T} }}（{\displaystyle A^{\mathrm {T} }}为A的转置）
5. {\displaystyle \det(A^{-1})={\frac {1}{\det(A)}}}（det为行列式）

## 广义逆阵
广义逆阵（Generalized inverse）又称伪逆，是对逆阵的推广。一般所说的伪逆是指摩尔－彭若斯广义逆，它是由E·H·摩爾和羅傑·潘洛斯分别独立提出的。伪逆在求解线性最小二乘问题中有重要应用。